# Grande Prêmio de Bari
O Grande Prêmio de Bari era uma disputa entre automóveis de corrida que ocorreu entre 1947 e 1956. Reunia à época, alguns dos melhores pilotos do mundo, sendo considerada uma das principais etapas do automobilismo europeu. Não fazia parte do calendário da Fórmula 1, categoria esta criada em 1950.

## Vencedores
| Ano  | Piloto vencedor       | Equipe             |
| ---- | --------------------- | ------------------ |
| 1947 | Achille Varzi         | Alfa Romeo 158     |
| 1948 | Chico Landi           | Ferrari 166        |
| 1949 | Alberto Ascari        | Ferrari 166        |
| 1950 | Giuseppe Farina       | Alfa Romeo 158     |
| 1951 | Juan Manuel Fangio    | Alfa Romeo 159     |
| 1952 | Chico Landi           | Ferrari Sportscar  |
| 1954 | José Froilán González | Ferrari 625        |
| 1955 | Cesare Perdisa        | Maserati Sportscar |
| 1956 | Stirling Moss         | Maserati Sportscar |